# 王綺琴
王綺琴（英語：Alice Wong Yee Kam，1964年12月18日—），香港女演員，現為無綫電視基本藝人合約女演員。她是前舞蹈藝員，出身於1986年無綫電視舉辦的電視小姐選舉。1990年代初淡出香港娛樂圈，轉到馬來西亞發展。2000年代初回流香港生活，2014年重返無綫電視至今。

## 背景
王綺琴的父母原為她取名「綺薇」，最後在祖母反對下改為「綺琴」。她在葵涌葵興邨成長，有一姊一妹二弟，父親是一名商人。小時候會不平則鳴，為被欺負的小孩出頭。早年就讀中華傳道會許大同學校。英文中學畢業後曾在荔園宋城先任職紀念品售貨員，再在七姐誕後應其他同事邀請逐漸轉做中國舞巡遊表演者。任職荔園的原因出於覺得自己沒有特長，想在宋城接觸更多外國遊客以學好英語，前後於該處入職兩年。礙於感到生活上有壓力，她同期與朋友晚上會到海運大廈及尖沙咀的酒樓走場，表演中國舞糊口，對象為外國人。又曾在早上於佐敦玉器市場工作，午間則在宋城教授跳舞。為了深造舞藝，王於1980年代初報讀了無綫電視舞蹈藝員訓練班，為期一年，導師為石成初和幕後製作人許愿。本來無綫電視有意與她簽下五年舞蹈藝員合約，她卻不希望五年後年紀漸長以致無法接洽更多電視台以外的舞蹈演出而放棄簽約。受訓時期曾亮相《歡樂今宵》。
1983年，王綺琴透過參加一個的士高舞蹈比賽而贏得入讀邵氏演員訓練班的機會，1984年畢業，同期同學尚有吳育樞、郭晉安、冼灝英以及祝文君（前三人均是該屆，即第六期動作演員訓練班的學員）。1985年，她於歌手林子祥《十分十二吋》的唱片錄像內演出。由於自覺懂得跳舞與演戲，於是參加無綫電視於1986年舉辦的電視小姐選舉，憑演繹無線電視劇集《家變》中由汪明荃所飾演的「洛琳」而獲得冠軍，繼而簽約成為電視藝員。該選舉的亞軍為鄭艷鳳，季軍為高靜。王綺琴加入電視台未幾即被派於劇集《大運河》內飾演主要角色「張出塵」（紅拂女）。其合約年期為三年半，1989年再續約一年，1991年約滿。
她後來在1991年認為馬來西亞娛樂市場投資方能給予較高薪金，加上角色有較大發揮機會，便淡出香港娛樂圈，並移居马来西亚。活躍於當地娛樂圈時期每年接拍近50集劇集。1995年至1996年更自己成立製作公司，製作綜藝與資訊節目予電視台播放；過程中身兼投資者、採訪記者、撰稿員以及主持數個角色。其中兩個作品為由楊得時負責監製的《事事追蹤》和《吃喝時代》。但王綺琴於1992拍攝劇集《半生情未了》時發生意外，開車撞斃一名女助導，自此改吃素菜。1998年發生金融風暴時，因為馬來西亞幣突然貶值而令她蒸發四成個人資產，損失達七位數字。及至2003年，王綺琴回流香港。回港初時擔任瑜伽班導師。喜歡參與瑜伽運動多於教授瑜伽的她其後停任導師，於2008年到中國內地參演電視劇。2009年至2014年間參與過香港電台及亞洲電視的節目拍攝。直至2014年獲監製黃偉聲邀請，重返無綫電視接拍電視劇《東坡家事》。2018年，王綺琴乘坐飛機期間休克和失禁，事後驗出腦部有一個血管瘤。她現時主要在電視圈發展，也再次開班教授瑜伽，有時還會參與慈善活動。

## 其他資料
1987年，王綺琴拍攝《決戰皇城》期間因病打算向馮美基告假，不過被監製忽視要求兼迫使趕拍相關戲份，最終在錄映廠內暈倒，隨即被送往聯合醫院救治。醫生原指示王需要休息四天，監製梅小青與馮美基的秘書商量未果，要求她一定要抱病開工。結果在體力不支的情況下，王綺琴再次暈倒，被送到醫院急救留醫。
另外，王綺琴自1997年於吉隆坡Sweat Club Fitness Centre 擔任助教。1999年在 Bangsa Yoga Centre 修讀瑜伽導師課程，且繼續在不同的健身中心擔任私人瑜伽教練。獲得主辨機構「Yoga in Asia」頒發的證書後，於2004年加入澳洲體適能專業教練學院香港工作室任體適能瑜伽教練課程導師。

## 個人生活
王綺琴於1990年代認識了馬來西亞籍的華僑商人，2003年因為懷孕和想在香港產子，而母親年事已高，身體轉差，於是重新定居香港。兒子於2003年出生。然而二人基於生活問題而分開，至王的兒子5歲那年才在卡拉OK場所認識了現在任職公務員的丈夫。

## 演出作品
*以下列表只記錄王綺琴演出過的劇集作品，若有遺漏，請協助補充相關資料。

### 電視劇（無綫電視）
| 首播   | 名稱               | 角色            | 備註                       |
| 1987年 | 大運河             | 張出塵 (紅拂女) |                            |
| 1987年 | 大明群英           | 郭天蘭          |                            |
| 1989年 | 兵權               | 戚戚            |                            |
| 1989年 | 阿德也瘋狂         | 歐陽惠嫻        |                            |
| 1989年 | 奇門鬼谷           | 鍾離艷          |                            |
| 1989年 | 決戰皇城           | 文雪姬          |                            |
| 1989年 | 相愛又如何         | 樂可人          |                            |
| 1989年 | 愛情三角錯         | 容雪冰          |                            |
| 1989年 | 鐵漢柔情           |                 | 台慶單元劇《末世驚情》系列 |
| 1990年 | 蜀山劍俠之紫青雙劍 | 嚴靈雲          |                            |
| 1991年 | 今生無悔           | 葉曉青          |                            |
| 2015年 | 東坡家事           | 宋慧嬌          |                            |
| 2016年 | 警犬巴打           | 麥泰萊          |                            |
| 2016年 | 完美叛侶           | 鄧靜如          |                            |
| 2016年 | 幕後玩家           | Ming            |                            |
| 2017年 | 親親我好媽         | Tina Ma         |                            |
| 2017年 | 與諜同謀           | 林月美          |                            |
| 2017年 | 我瞞結婚了         | 朱黎妙清        |                            |
| 2018年 | 溏心風暴3          | 法官            |                            |
| 2018年 | 平安谷之詭谷傳說   | 樹根嫂          |                            |
| 2019年 | 福爾摩師奶         | 丁月            |                            |
| 2019年 | 好日子             | 齊瑂            |                            |
| 2019年 | 白色強人           | Teresa Lee      |                            |
| 2019年 | 十二傳說           | 霍雅君          |                            |
| 2020年 | 大醬園             | 劉夏汐嫻        |                            |
| 2020年 | 機場特警           | 張綺琳          |                            |
| 2021年 | 大步走             | 袁柔            |                            |
| 2021年 | 換命真相           | 程天娜（Tina）  |                            |
| 2021年 | 拳王               | 秋美英          |                            |
| 2022年 | 白色強人II         | 立法會議員      |                            |
| 2022年 | 美麗戰場           | 王姑娘          |                            |
| 2022年 | 輕·功              | 方芯            |                            |
| 2022年 | 有種好男人         | 龐辛思媛        |                            |
| 未播映 | 死有對証           |                 |                            |

### 電視劇（其他）
| 首播   | 名稱         | 角色             | 備註                         |
| 1991年 | 錯債         |                  | 馬來西亞 HVD                 |
| 1993年 | 半生情未了   |                  | 馬來西亞 HVD                 |
| 2008年 | 鎖清秋       | 靜空師太         | 廣州電視台                   |
| 2009年 | 東邊西邊     | 李芸             | 亞洲電視                     |
| 2010年 | 一念之間     | 朱師奶           | 香港電台                     |
| 2011年 | 非常平等任務 | Auntie Fountaine | 第六集《天生有種》、香港電台 |
| 2014年 | 醫護人生     |                  | 香港電台                     |

### 電視電影
- 1990年：挑戰巔峰（無綫電視）

### 電影
- 1991年：禿鷹檔案
- 1999年：有殺錯、冇愛錯
- 2011年：北角 飾 霞

### 舞台劇
- 2019年：囍事2.0 飾 SA姐

### 音樂錄像
- 1986年：林子祥〈十分十二吋〉

## 外部連結
- 王綺琴的Instagram帳戶